# Roger Bertin
Pour les articles homonymes, voir Bertin.
Roger Bertin est un footballeur français né le 30 janvier 1951 à Andouillé.

## Biographie
Formé à l'AS Andouillé, petit club de l'ouest de la Mayenne évoluant en première division de district, ce fils d'agriculteurs est dès l'âge de quatorze ans titulaire en équipe première. En 1966-1967 il fait partie de l'équipe des cadets de la Mayenne qui dispute le championnat UFOLEP. En 1969 il est présenté par son entraîneur à Michel Le Milinaire, entraîneur du Stade lavallois, où il parfait sa formation, avant de partir à Toulouse suivre les cours de l'école des ponts et chaussées, d'où il sort avec le grade d'agent technique. De retour à Laval, il est incorporé au 38e régiment d'instruction des télétransmissions afin d'y accomplir son service militaire. Puissant et autoritaire sur le terrain bien que timide dans la vie, il devient à partir de 1973 un élément majeur de l'équipe lavalloise. Considéré comme l'un des meilleurs stoppeurs de D2 en 1975, il participe à la montée du club en D1.
Il joue en D1 sous statut amateur, tout en poursuivant son activité professionnelle. Il travaille en effet comme technicien des Ponts et Chaussées, puis de l'Équipement.
En avril et mai 1977 il est sélectionné en équipe de France amateurs, aux côtés de Jean-Michel Godart et Guy Stéphan. Il est le seul joueur de l'équipe à évoluer en Division 1.
Il joue ensuite à l'US du Mans où il retrouve ses coéquipiers lavallois André Clair, Alain Poligné et Patrick Dréano. Il termine sa carrière comme entraîneur joueur au FC Château-Gontier, avant d'entrainer l'Ancienne Château-Gontier puis d'en devenir dirigeant.